# Католицький літургійний календар

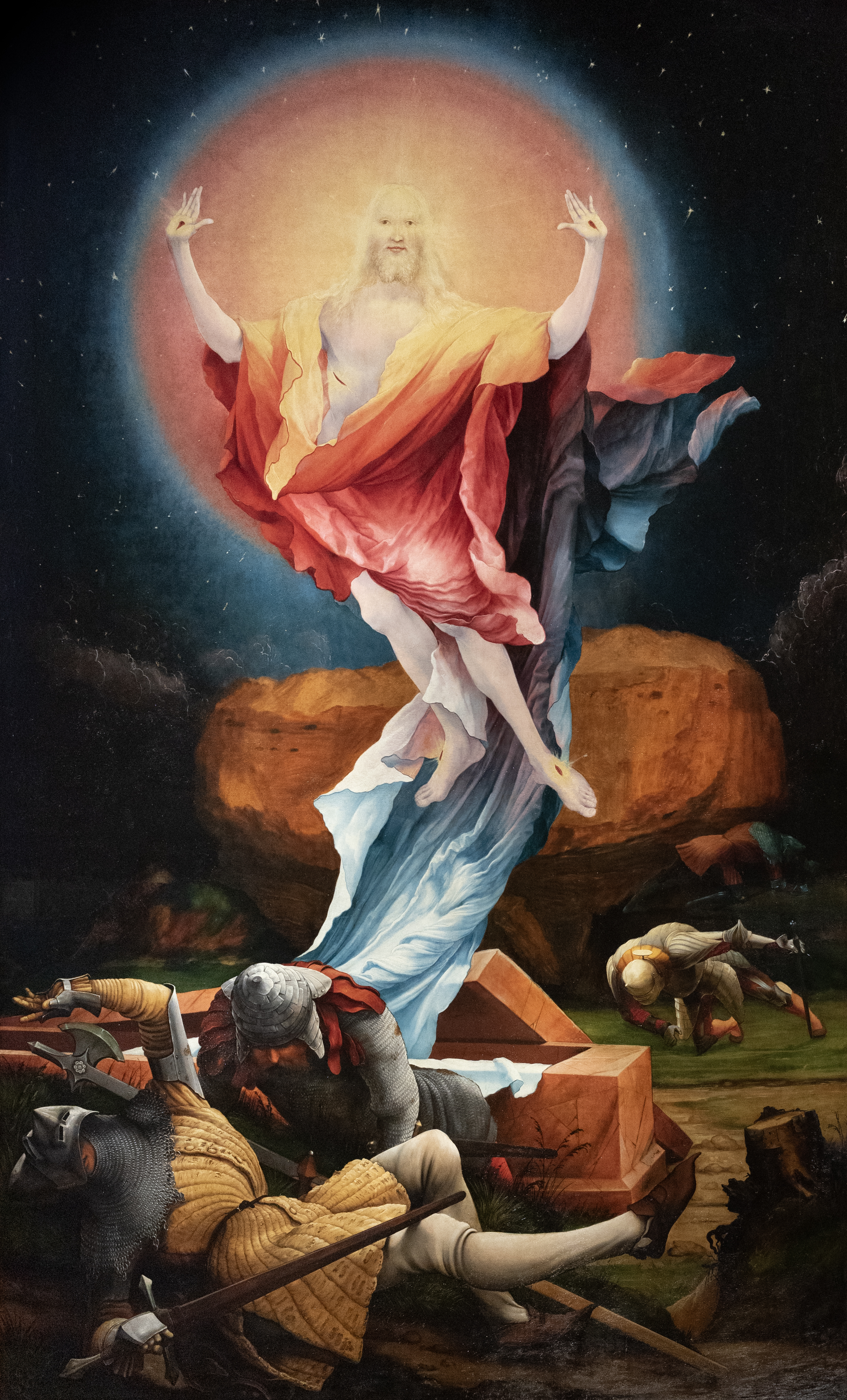
Воскресіння, Матіас Грюневальд. Страсний тиждень - це опорна точка літургійного року в Латинській Церкві

Католи́цький літургі́йний календа́р описує й визначає ритм життя Латинської Церкви. Це також сукупність різних подій, що згадуються Церквою протягом року. У сучасній Латинській Церкві церковний рік визначається новим церковним календарем, введеним Папою Павлом VI в motu proprio Mysterii paschalis, опублікованій 14 лютого 1969 року. Основним документом, що описує правила побудови церковного календаря, є «Загальні норми для Літургійного року і календаря». Надалі в статті піде мова саме про сучасний календар, з посиланнями, при необхідності, також на старий, дореформений календар.

## Богослужбові цикли
У Римському обряді, як і в багатьох інших, богослужбовий рік можна представити у вигляді ряду вкладених циклів, що включають спогади певних свят або святих. Зокрема, в Римському обряді можна виділити наступні цикли:
Добовий цикл, тобто, послідовність богослужінь, які служать протягом доби. Розгляд цього циклу виходить за рамки даної статті, докладніше про це див. Літургія Годин .
Тижневий цикл. Згідно з давньою традицією, кожен день тижня присвячений якомусь святому або події. В традиції Римського обряду сформувалися такі присвяти:
- Неділя - Христовому Воскресінню та Святій Трійці
- Понеділок - Святому Духу і душам в чистилищі
- Вівторок - Святим ангелам
- Середа - Святому Йосипу
- Четвер - Святим Дарам
- П'ятниця - Страстям Христовим і Його Святому Серцю
- Субота - Пресвятій Богородиці і її Непорочному Серцю

У сучасній практиці з цих присвят збереглися переважно два: п'ятниця, як день спогаду хресних страждань Господа (в цей день пропонується утримання від м'яса), та неділя, як день Воскресіння Христа з мертвих. Також може відбуватися богослужіння на честь Пресвятої Богородиці в суботу.
Місячний цикл. Щомісяця року також має в традиційному календарі свої посвяти:
- Січень - імені Ісуса
- Лютий - Святій Родині
- Березень - Святому Йосипу Обручнику
- Квітень - Святим Дарам
- Травень - Пресвятій Богородиці
- Червень - Святому Серцю Ісуса
- Липень - Пречистій Крові Христовій
- Серпень - Непорочному Серцю Богородиці
- Вересень - Семи скорботам Марії
- Жовтень - Розарію Пресвятої Богородиці
- Листопад - поминанню покійних
- Грудень - Непорочному Зачаттю Пресвятої Діви Марії

У сучасній практиці збереглися в основному чотири з них. Травень і жовтень присвячені Пресвятій Богородиці, червень - Святішому Серцю Ісуса, а листопад - поминанню покійних.
Річний цикл. Річний цикл, тобто, послідовність подій, що згадується в протягом року, складається з двох циклів свят - рухомих і нерухомих. Детальніше про них буде сказано далі. Говорячи узагальнено, річний цикл складається з декількох частин (які в літургійних книгах іменуються «час» (tempus)) наступним чином:
- Адвент - починається за 4 неділі до Різдва
- Різдвяний період - від Різдва до свята Хрещення Господнього (неділя після Богоявлення )
- Рядовий період (tempus per annum) - до початку Великого Посту
- Великий піст - від Попільної середи до Страсної Середи.
- Великоднє тридення - три останні дні Страсного тижня і перший день Пасхи виділяються в особливий час, іменоване Священне Великоднє тридення
- Великодній період - від Великодня до П'ятидесятниці
- Рядовий період - Рядовий період відновлюється після П'ятидесятниці з того тижня, на якій він був перерваний початком Великого посту і закінчується Торжеством Христа Царя - останньою неділею перед початком Адвенту .

Крім цього, можна назвати ще кілька циклів, пов'язаних з богослужбовим читанням Писання. Так, читання Святого Письма на Месі в будні дні визначається дворічним циклом (парні і непарні роки), а в недільні дні - трирічним (роки A, B, C). Читання на Годині читань можуть відбуватися по одно- або дворічному циклу. Псалтир на Літургії годин прочитується протягом 4-х тижнів.

## Літургійний день
До реформ середини XX століття літургійний день в Римському обряді, за давньою традицією, починався з вечора попереднього дня (як це є до цієї пори в Візантійському обряді ). Після реформи 1969 року ця практика була спрощена, і тепер богослужбовий день відповідає дню календарному (від півночі до півночі). Винятки становлять лише недільні дні і торжества, святкування яких починається напередодні ввечері.

## Ранги свят
У сучасному римському обряді існують такі категорії свят (перераховані в порядку зростання урочистості):
Будній день (feria). В цей не відбувається ніяких свят чи спогадів святих. На відміну від візантійського обряду, в римському календарі є дні, на які ніяких споминів святих не припадає. Це не означає, що в календарі в цей день відсутні святі, просто вони не згадуються на богослужінні (що не перешкоджає здійсненню пам'яті цього святого там, де він є місцевошанований, або якось інакше відзначається).
Деякі ферії можуть мати привілейоване значення. У такі дні не може бути ніяких інших свят або споминів. Наприклад, Попільна середа, Страсний і Великодній тижні.
Пам'ять  (memoria). Пам'ять може бути обов'язковою (memoria obligatoris) і необов'язковою, факультативною (memoria ad libitum). У другому випадку здійснюють богослужіння надається вибір, здійснювати цю пам'ять, чи ні. Пам'яті зазвичай присвячені святим, хоча бувають і винятки  . Богослужіння в такий день не дуже відрізняється від буденного. Псалмодія читається рядова, проте гімн, коротке читання з респонсорієм, антифони на Benedictus і Magnificat, прохання і колекта - на честь пам'яті.
Тип спомину, який широко використовувався в дореформеному календарі як Спомин (commemoratio), в нинішньому календарі відсутній, проте статутні рубрики все ж містять про нього згадку. Спомин відбувається (за бажанням) в «предоктаву» (17-24 грудня) і октаву Різдва і в будні дні Великого посту, якісь дні мають пріоритет перед споминами святих. В цьому випадку святому на Годині читань додається власне читання з респонсорієм і читається колекта, на утрені ж і вечірні після прочитання рядової колекти читається антифон (на Benedictus або Magnificat) і колекта святому.
Свято  (festum). У дні свят богослужіння носить вже інший, святковий характер. На Літургії годин (крім денної години) все - свята, в кінці Години читань співається Te Deum . На Месі співається Gloria, читання Святого Письма присвячені святу.
Урочистість (solemnitas). До числа Урочистостей відносяться найбільш важливі свята року (також до них можна віднести і всі неділі). Святкування Урочистості починається напередодні ввечері (при цьому відбувається т. з. «Перша вечірня»), вся служба Літургії годин відбувається зі свята, на Месі  читають не два читання Писання, як зазвичай, а три. Також читається Credo . Якщо Урочистість припадає на п'ятницю, традиційне утримання від м'яса в цей день відміняється.
Найбільш значимі Урочистості можуть святкуватися з октавою. Октава (від лат. Octo, вісім) означає святкування протягом восьми днів. Цей звичай бере початок ще в Старому Завіті (напр., Числа, 29, 12-38), пор. також віддання свята і віддання свят у Візантійському обряді. У традиційному римському обряді багато великих свят мали октаву, деякі октави навіть перетиналися. В середині 1950-х років число урочистостей з октавою скоротили до трьох найбільш важливих - Різдва Христового, Великодня та П'ятидесятниці, а після 1969 року - до двох: Великодня і Різдва.

## Нерухомі свята
Нерухомими називаються свята, які прив'язані до календаря, тобто, припадають щороку на той самий день. Основні свята року і деякі відомі святі представлені в даній таблиці  :
| Дата  | Назва                                         | Ранг                  | Примітки                                   |
| ----- | --------------------------------------------- | --------------------- | ------------------------------------------ |
| 01.01 | Урочистість Пресвятої Богородиці              | Урочистість           |                                            |
| 02.01 | Святі Василій Великий і Григорій Назіанзін    | пам'ять               |                                            |
| 06.01 | Богоявлення (свято Трьох Царів)               | Урочистість           |                                            |
| 17.01 | Святий Антоній, аббат                         | пам'ять               |                                            |
| 21.01 | Свята Агнеса                                  | пам'ять               |                                            |
| 25.01 | Навернення святого апостола Павла             | свято                 |                                            |
| 26.01 | Святі Тимофій і Тит                           | пам'ять               |                                            |
| 28.01 | Святий Тома Аквінський                        | пам'ять               |                                            |
| 02.02 | Стрітення (Пожертвування Господа в храмі)     | свято                 |                                            |
| 14.02 | Святі Кирило і Мефодій                        | свято                 | Покровителі Європи; пам'ять — до 1980 року |
| 22.02 | Катедра Святого апостола Петра                | свято                 |                                            |
| 19.03 | Святий Йосиф Обручник                         | Урочистість           |                                            |
| 25.03 | Благовіщення                                  | Урочистість           |                                            |
| 25.04 | Святий Марк, Євангелист                       | свято                 |                                            |
| 02.05 | Святий Афанасій                               | пам'ять               |                                            |
| 03.05 | Святі Пилип і Яків, апостоли                  | свято                 |                                            |
| 14.05 | Святий Маттій, апостол                        | свято                 |                                            |
| 31.05 | Відвідування Пресвятою Дівою Марією Єлизавети | свято                 |                                            |
| 01.06 | Святий Юстин                                  | пам'ять               |                                            |
| 05.06 | Святий Боніфатій                              | пам'ять               |                                            |
| 11.06 | Святий Варнава                                | пам'ять               |                                            |
| 13.06 | Святий Антоній Падуанський                    | пам'ять               |                                            |
| 24.06 | Різдво святого Івана Хрестителя               | Урочистість           |                                            |
| 25.06 | Святий Яків, апостол                          | свято                 |                                            |
| 28.06 | Святий Іреней                                 | пам'ять               |                                            |
| 29.06 | Святі Петро і Павло, апостоли                 | Урочистість           |                                            |
| 03.07 | Святий Тома, апостол                          | свято                 |                                            |
| 11.07 | Святий Бенедикт Нурсійський                   | пам'ять               | Покровителі Європи.                        |
| 22.07 | Свята Марія Маґдалина                         | свято                 | Пам'ять — до 2016 року                     |
| 26.07 | Святі Йоаким і Анна                           | пам'ять               |                                            |
| 06.08 | Преображення Господнє                         | свято                 |                                            |
| 08.08 | Святий Домінік де Ґусман Ґарсес               | пам'ять               |                                            |
| 10.08 | Святий мученик Лаврентій                      | свято                 |                                            |
| 15.08 | Успіння Пресвятої Богородиці                  | Урочистість           |                                            |
| 24.08 | Святий Варфоломій, апостол                    | свято                 |                                            |
| 28.08 | Святий Авґустин                               | пам'ять               |                                            |
| 29.08 | Усікновення глави святого Івана Хрестителя    | пам'ять               |                                            |
| 03.09 | Святий Григорій Великий                       | пам'ять               |                                            |
| 08.09 | Різдво Пресвятої Богородиці                   | свято                 |                                            |
| 13.09 | Святий Іван Золотоустий                       | пам'ять               |                                            |
| 14.09 | Воздвиження Хреста Господнього                | свято                 |                                            |
| 21.09 | Святий Матвій, апостол и євангелист           | свято                 |                                            |
| 29.09 | Святі архангели Михаїл, Гавриїл и Рафаїл      | свято                 |                                            |
| 30.09 | Святий Єронім Стридонський                    | пам'ять               |                                            |
| 04.10 | Святий Франциск Ассізський                    | пам'ять               |                                            |
| 07.10 | Пресвята Діва Марія Розарія                   | пам'ять               |                                            |
| 17.10 | Святий Ігнатій Антіохійський                  | пам'ять               |                                            |
| 18.10 | Святий Лука, євангелист                       | свято                 |                                            |
| 28.10 | Святі Симон і Юда, апостоли                   | свято                 |                                            |
| 01.11 | Урочистість Всіх Святих                       | Урочистість           |                                            |
| 09.11 | Освячення Латеранської базиліки               | свято                 |                                            |
| 10.11 | Святий Лев, папа римський                     | пам'ять               |                                            |
| 21.11 | Введення в Храм Пресвятої Богородиці          | пам'ять               |                                            |
| 30.11 | Святий Андрій, апостол                        | свято                 |                                            |
| 07.12 | Святий Амвросій Медіоланський                 | пам'ять               |                                            |
| 08.12 | Непорочне зачаття Діви Марії                  | Урочистість           |                                            |
| 25.12 | Різдво Христове                               | Урочистість з октавою |                                            |
| 26.12 | Святий першомученик Стефан                    | свято                 |                                            |
| 27.12 | Святий Іван, апостол і євангеліст             | свято                 |                                            |
| 28.12 | Святі немовлята Віфлеємські                   | свято                 |                                            |

## Рухомі свята
Рухомими називаються свята, дата святкування яких залежить від дати Великодня , таким чином, в різні роки вони припадають на різні дні. Основні рухомі свята наведені в цій таблиці (У дужках вказано, скорочено, день тижня, на який припадає дане свято).
| щодо Великодня | Назва                                                              | ранг                | Примітка |
| -------------- | ------------------------------------------------------------------ | ------------------- | --- |
| -46 (ср)       | Попільна середа                                                    |                     | обряд посипання голови попелом |
| -7 (нд)        | Пальмова (Вербна) неділя                                           |                     | Вхід Господній в Єрусалим згадується перед Месою. На самій Службі Божій читається одне з Страсних Євангелій |
| -3 (чт)        | Великий Четвер                                                     |                     | Згадується Таємна Вечеря, встановлення Таїнств Євхаристії та Священства. На парафіях дозволяється тільки одна Меса ввечері. |
| -2 (пт)        | Велика П'ятниця                                                    |                     | Згадуються Хресні страждання Христа. Піст і помірність. Євхаристія не здійснюється, у другій половині дня здійснюється особлива Літургія Страстей Христових з Літургією Напередосвячених Дарів (уділенням Святого Причастя освяченого в четвер. |
| -1 (сб)        | Велика субота                                                      |                     | Згадується перебування Христа у гробі. Рекомендується пост і стриманість. Відправа Меси за дня забороняється (Пасхальна Вігілія - Меса, що здійснюються ввечері, або вночі, відноситься вже до Великодня)                                       |
| 0 (нд)         | Великдень                                                          | Торжество з октавою | Напередодні здійснюється Пасхальне чування (Вігілія) - Свята Меса з обрядом освячення нового вогню і Літургією хрещення. |
| 1-6 (пн-сб)    | Світлий Понеділок - Світла Субота                                  |                     | Октава Великодня. Богослужіння щодня по чину Урочистостей. У п'ятницю скасовується звичайне утримання |
| 7 (нд)         | Фомина неділя, dominica in albis, quasimodo, День Божого милосердя |                     | |
| 39 (чт)        | Вознесіння                                                         | Урочистість         | |
| 49 (нд)        | П'ятидесятниця                                                     | Урочистість         | |
| 56 (нд)        | Пресвятої Трійці                                                   | Урочистість         | |
| 60 (чт)        | Тіла і Крові Христових                                             | Урочистість         | Зазвичай після меси відбувається урочиста процесія зі Святими Дарами |
| 68 (пт)        | Найсвятішого Серця Ісуса                                           | Урочистість         | |

Є також кілька рухомих свят і торжество, чия дата обчислюється щодо Різдва.
- За 5 неділь до Різдва - Урочистість Христа Царя Всесвіту. (Урочистість)
- 4-1 неділі до Різдва - 1-4 неділі Адвента.
- Неділя в октаві Різдва - Святого Сімейства. Свято. Якщо в октаві Різдва НЕ буде неділі, свято відзначається 30 грудня.
- Неділя після Богоявлення - Хрещення Господнє. Свято. Закінчення Різдвяного періоду.[7]

## Накладення та переноси
У Римському обряді, на відміну, наприклад, від Візантійського, немає настільки розвиненої системи з'єднання різних свят, що припадають на один день. Як правило, якщо будь-який спомин або свято припадають на неділю або інший день, який має особливе значення, це свято або скасовується зовсім, або переноситься на інший день. При попаданні на недільний день Урочистости вона має пріоритет перед неділею; проте в особливі періоди року ( Великий піст, Великодній період, Адвент ) пріоритет має неділя, а Урочистість переноситься на інший день. Так, наприклад, Урочистість  Благовіщення, якщо вона потрапляє на одну з неділь Великого посту, переноситься на найближчий понеділок, якщо ж вона потрапляє на Страсний або Світлий тижні, вона переноситься на період після закінчення Світлого тижня і відбувається у вівторок.
Рухомі свята також іноді переносяться, але вже з іншої причини: свято, що припадає на робочий день, може бути перенесене на найближчу неділю. Це пояснюється т. н. «Пастирської необхідністю» і має на меті дати можливість відвідати святкову службу людям, які в цей день працюють. Наприклад, на наступну неділю може переноситися Вознесіння, Торжество Тіла Христового, з нерухомих свят - Богоявлення. Рішення про те, які саме свята переносяться, лежить на місцевій Конференції єпископів.

## Обов'язкові свята
Ряд свят в Католицькій Церкві належить до т. н. «Обов'язкових» свят (інші назви: «приписані свята», або «субґраві», від лат. Sub gravi poena, що означає тяжку ступінь провини того, хто цього свята не дотримується). У ці дні кожен католик зобов'язаний відвідати святкову Месу. У число таких свят входять всі недільні дні року, а також 10 Урочистостей з наведеного нижче списку, хоча місцева Конференція єпископів може вносити корективи в цей список, наприклад, деякі з цих свят перенести на неділю.
- 8 грудня - Непорочне Зачаття Діви Марії
- 25 грудня - Різдво Христове
- 1 січня - Торжество Пресвятої Богородиці
- 6 січня - Богоявлення
- 19 березня - Св. Йосипа Обручника (в Україні необов'язкова Урочистість)
- 40-й день після Великодня - Вознесіння
- 60-й день після Великодня - Пресвятого Тіла і Крові Христових
- 29 червня - Свв. апостолів Петра і Павла
- 15 серпня - Успіння (Взяття на Небо) Пресвятої Діви Марії
- 1 листопада - Усіх Святих